# Panayiótis Ghiónis
Panagiótis Giónis (grec moderne : Παναγιώτης Γκιώνης) est un pongiste grec né le 7 janvier 1980 à Athènes. Il mesure 1,86 m pour 85 kg.
Son meilleur classement mondial est no 18 au classement ITTF en novembre 2014. Droitier, il se distingue sur le circuit international par son jeu de défense et de contre-attaque. 
Il a participé à six reprises aux Jeux olympiques : à Athènes en 2004, à Pékin en 2008, à Londres en 2012, à Rio en 2016, à Tokyo en 2020 et a Paris en 2024
Il a été quatre fois champion de Grèce par équipe.
Il a remporté l'Open de Bulgarie ITTF en 2003. En 2005, il triomphe lors de l'Open de Belgique ITTF ainsi que lors de l'Open du Luxembourg ITTF. Il évolue actuellement en Championnat de Pologne dans le club Bogoria Grodzisk. Il a évolué dans le Championnat de France Pro A de tennis de table dans le club d'Angers Vaillante TT, après avoir fait partie de l'équipe du SMEC Metz et de l'AS Pontoise-Cergy TT.
Lors des Championnats d'Europe de tennis de table 2013, il est demi-finaliste en simple, et finaliste par équipes. Il décroche une médaille de bronze en individuel, ainsi qu'une médaille d'argent avec ses compatriotes Kalínikos Kreánga, Kóstas Papageorgíou et Anastásios Riniótis.